# Drepananthus apoensis
Drepananthus apoensis là loài thực vật có hoa thuộc họ Na. Loài này được Adolph Daniel Edward Elmer mô tả khoa học đầu tiên năm 1913.

## Phân bố
Philippines.